# Французская синематека
Францу́зская синемате́ка (фр. Cinémathèque Française) — крупнейший в мире архив фильмов и любых документов, связанных с кинематографом; располагается в парижском районе Берси и является частной ассоциацией, существующей в основном за счёт государственных дотаций. В 2005 году синематека переехала из Музея кино на Трокадеро в новое здание на ул. Берси, дом 51 в XII округе Парижа; здание оборудовано 4 кинозалами. Президент — Коста-Гаврас (с 2007).

## История
История Синематеки восходит к 1935 году, когда Анри Ланглуа и Жорж Франжю, основали киноклуб под названием «Круг кино», «чтобы показывать и популяризировать произведения прошлого».
2 сентября 1936 года, при моральной и финансовой поддержке Поля-Огюста Арле была создана «Французская синематека», чья миссия под руководством Анри Ланглуа состояла в том, чтобы сохранять фильмы, восстанавливать их, показывать и дать новым поколениям кинематографическое образование. Помимо фильмов, Синематека начинает собирать все, что было связано с кино: кинокамеры, плакаты, публикации, костюмы и даже декорации к фильмам.
26 октября 1948 года в 8-м округе Парижа, по адресу Авеню де Мессина, 7, на трех этажах открылся кинозал на 60 мест и первый Музей кино Анри Ланглуа. Именно в этом зале, в частности, встретились Франсуа Трюффо, Жан-Люк Годар, Жак Риветт, Эрик Ромер, Жан Душе и Сюзанна Шиффман. В 1955 году Синематека переезжает в новый зал (260 мест) на улице Ульм, 29, в 5-м округе. 5 июня 1963 года Синематека переехала в зал дворца Шайо на средства, выделенные министром культуры Андре Мальро, и стала связана с государственными властями.
В феврале 1968 года под давлением Министерства финансов Мальро потребовал изменений в руководстве французской Синематеки и уволил Анри Ланглуа. После этого был создан Комитет защиты; в защиту Ланглуа выступили известные французские режиссёры (в том числе Франсуа Трюффо, Ален Рене, Жорж Франжю, Жан-Люк Годар, Крис Маркер, Жак Риветт, Александр Астрюк, Клод Шаброль, Пьер Каст, Жак Дониоль-Валькроз, Жан Эсташ, Эрик Ромер, Жан Руш, Йорис Ивенс, Робер Брессон, Абель Ганс, Клод Берри, Андре Кайат). Кроме того, в защиту Ланглуа выступили актёры Жан-Пьер Лео, Клод Жад, Франсуаза Розе и Жан Маре. Помимо этого, движение в защиту Анри Ланглуа поддержали Чарли Чаплин и Стэнли Кубрик. Были организованы акции протеста, и в итоге 22 апреля Анри Ланглуа был восстановлен на посту главы Синематеки.
14 июня 1972 года был открыт первый большой музей кино на площади Трокадеро. 2 апреля 1974 года Анри Ланглуа был удостоен почетного Оскара, а затем премии Сезар. Он умер 13 января 1977 года. В 1981 году президентом Синематеки был назначен режиссёр Коста-Гаврас.
24 июля 1997 года пожар охватил крышу дворца Шайо. Работы Музея кино были эвакуированы за одну ночь и остались неповреждены, но Французская синематека должна была покинуть Шайо. Кинозал был закрыт более года. 7 ноября того же года открывается зал на Больших бульварах.
В июне 2000 года Жан-Шарль Такчелла избран на пост президента Синематеки. 29 октября 2002 года Жан-Жак Айагон объявил, что Французская синематека и Библиотека кино будут объединены в здании на улице Берси, 51 под названием «Французская синематека».
В апреле 2003 году кинокритик Серж Тубиана стал генеральным директором Синематеки и занимал эту должность до декабря 2015 года. С сентября 2003 года по июнь 2007 года продюсер и режиссёр Клод Берри был президентом Синематеки, сменив Жан-Шарля Такчеллу. 28 февраля 2005 года залы дворца Шайо и на Больших бульварах были закрыты, а 28 сентября Французская синематека открылась на улице Берси, 51.
1 января 2007 года Французская синематека объединилась с Библиотекой кино. С июня 2007 года, когда Клод Берри заболел, ее возглавил Коста-Гаврас. В январе 2016 года критик Фредерик Бонно сменил Сержа Тубиана на посту генерального директора.
Синематека сохраняет статус частной организации, но её бюджет, который составляет 16,7 млн евро, на три четверти финансируется государством. Ежегодно синематека приобретает от 100 до 150 новых фильмов.

## Коллекция
По состоянию на 20 декабря 2015 года, в коллекции Синематеки хранятся:
- 40 000 фильмов;
- 25 000 пластин для волшебных фонарей;
- 2100 костюмов и аксессуаров;
- 2300 предметов и элементов декора;
- около 6000 устройств и принадлежностей к ним (камеры, проекторы и т. д.).

В библиотеке кино и ее иконотеке:
- 23 500 работ;
- 500 журналов;
- 30 000 архивных документов;
- 6000 патентов на изобретения;
- 12 000 фильмов на DVD, Blu-Ray и VHS;
- 500 000 фотографий;
- 65 000 оцифрованных фотографий;
- 23 000 плакатов, оцифрованных;
- 14 500 рисунков, оцифрованных;
- 870 папок рекламных материалов, оцифрованные;
- 25 000 газетных обзоров, оцифрованных.

600 экспонатов из этих коллекций представлены в Музее кино.

## В культуре

### В кино
В 1968 году, в разгар событий, связанных с увольнением Анри Ланглуа, Франсуа Трюффо представил в начале фильма «Украденные поцелуи» план на закрытых решетках зала дворца Шайо.
Фильм Бернардо Бертолуччи «Мечтатели» 2003 года открывается закрытием Синематеки в 1968 году и делом Ланглуа.
Об этом также говорится в короткометражном фильме Жана-Макса Косса «Кино» (2019).

### В литературе
В книге «Я помню» (1978) Жорж Перек пишет: «Я помню Синематеку на Авеню де Мессина», где она находилась до 1955 года.